# Claire Liu
Claire Liu (Thousand Oaks, California, 25 de mayo de 2000) es una jugadora de tenis estadounidense. Ella es la N.º 1 del mundo en el ranking Júnior después de ganar el título Wimbledon júnior 2017, y fue finalista del Roland Garros júnior 2017. Liu también ganó el título de dobles júnior de Wimbledon con Usue Arconada en 2016.
Su mejor clasificación en la WTA fue la número 275 del mundo, que llegó el 12 de junio de 2017. En dobles alcanzó número 745 del mundo, que llegó el 9 de febrero de 2016. Hasta la fecha, ha ganado tres individuales y ningún títulos de dobles en el ITF tour.
Ella hizo su debut en Grand Slam en el US Open 2017. Luego de pasar la clasificación.

## Títulos WTA (0; 0+0)

### Individual (0)
| Leyenda                    |
| -------------------------- |
| Grand Slam (0)             |
| Juegos Olímpicos (0)       |
| WTA Tour Championships (0) |
| WTA 1000 (0)               |
| WTA 500 (0)                |
| WTA 250 (0)                |

#### Finalista (1)
| N.º | Fecha              | Torneo | Superficie    | Oponente en la final | Resultado |
| --- | ------------------ | ------ | ------------- | -------------------- | --------- |
| 1.  | 21 de mayo de 2022 | Rabat  | Tierra batida | Martina Trevisan     | 2-6, 1-6  |

## Títulos WTA 125s

### Individual (1–1)
| Resultado | Fecha                | Torneo  | Superficie    | Oponente            | Puntaje  |
| --------- | -------------------- | ------- | ------------- | ------------------- | -------- |
| Campeona  | 15 de mayo de 2022   | París   | Tierra batida | Beatriz Haddad Maia | 6-3, 6-4 |
| Finalista | 26 de agosto de 2023 | Chicago | Dura          | Viktoriya Tomova    | 1-6, 4-6 |

### Dobles (1-0)
| Resultado | Fecha               | Torneos | Superficie | Pareja          | Oponentes                              | Resultado |
| --------- | ------------------- | ------- | ---------- | --------------- | -------------------------------------- | --------- |
| Campeona  | 19 de junio de 2022 | Gaiba   | Césped     | Madison Brengle | Vitalia Diatchenko Oksana Kalashnikova | 6-4, 6-3  |